# Návrat Poincarého
Návrat Poincarého (podle J.H. Poincaré) je moderní matematická formulace myšlenky věčného návratu, kterou můžeme najít už u stoiků nebo F. Nietzscheho ad. Návrat Poincarého je založen na principu izolovaného systému, jenž se po určitém časovém intervalu vrátí do původního stavu. Pokud si místo dostatečné dlouhé doby dosadíme neomezený časový interval, tak se izolovaný systém vrátí do výchozího stavu nekonečněkrát. Tato myšlenka je vlastní jak oboru filosofie, tak i klasické fyziky, která si však mnohdy nárokuje jakýsi patent jediné obhajitelnosti (objekty návratu jsou chápány jako „kulečníkové koule“). Dokonce i aplikace kvantové teorie na izolované systémy vykazují určitou formu návratu Poincarého. Při dostatečném dlouhém čase se může vlnová funkce (popisující určitý uzavřený systém – např. vesmír) vrátit do svého počátečního stavu.